# Hermann V. von Wied

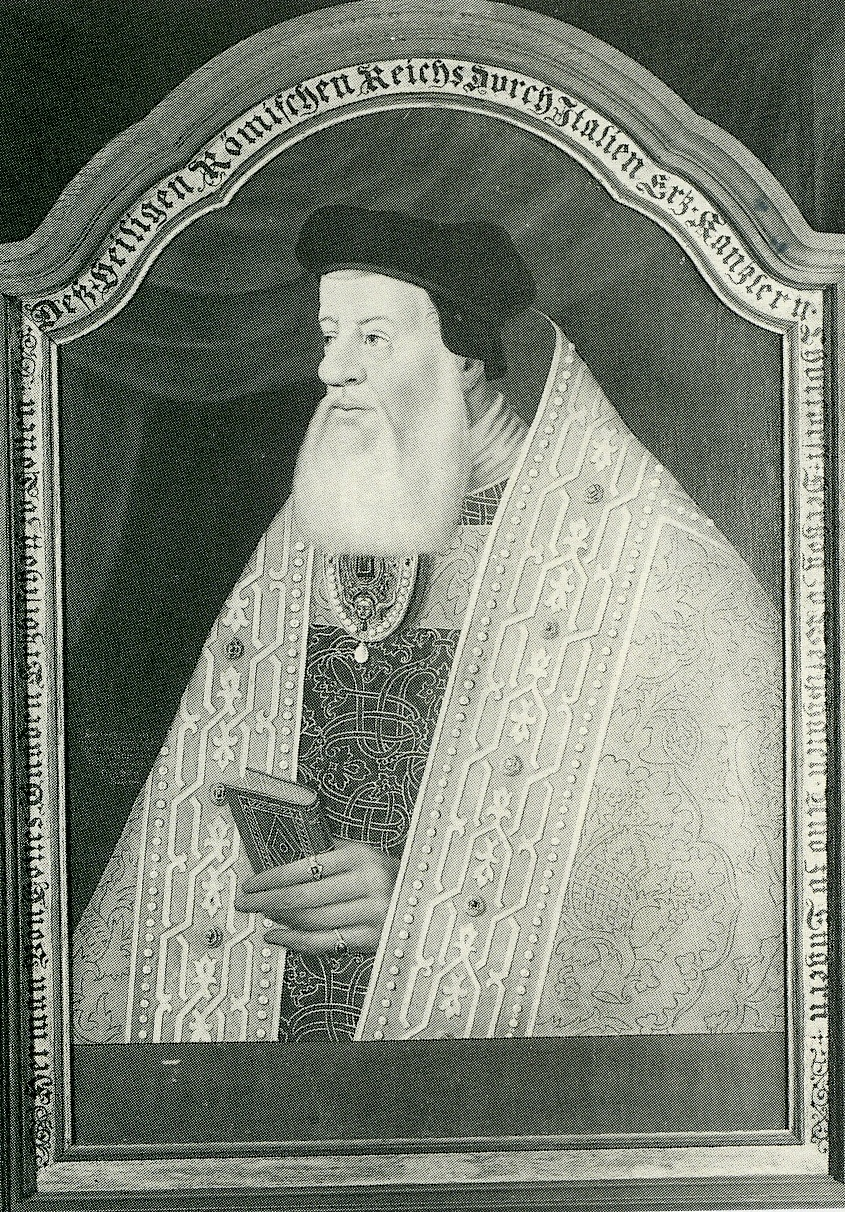
Hermann von Wied

Wappen von Hermann von Wied

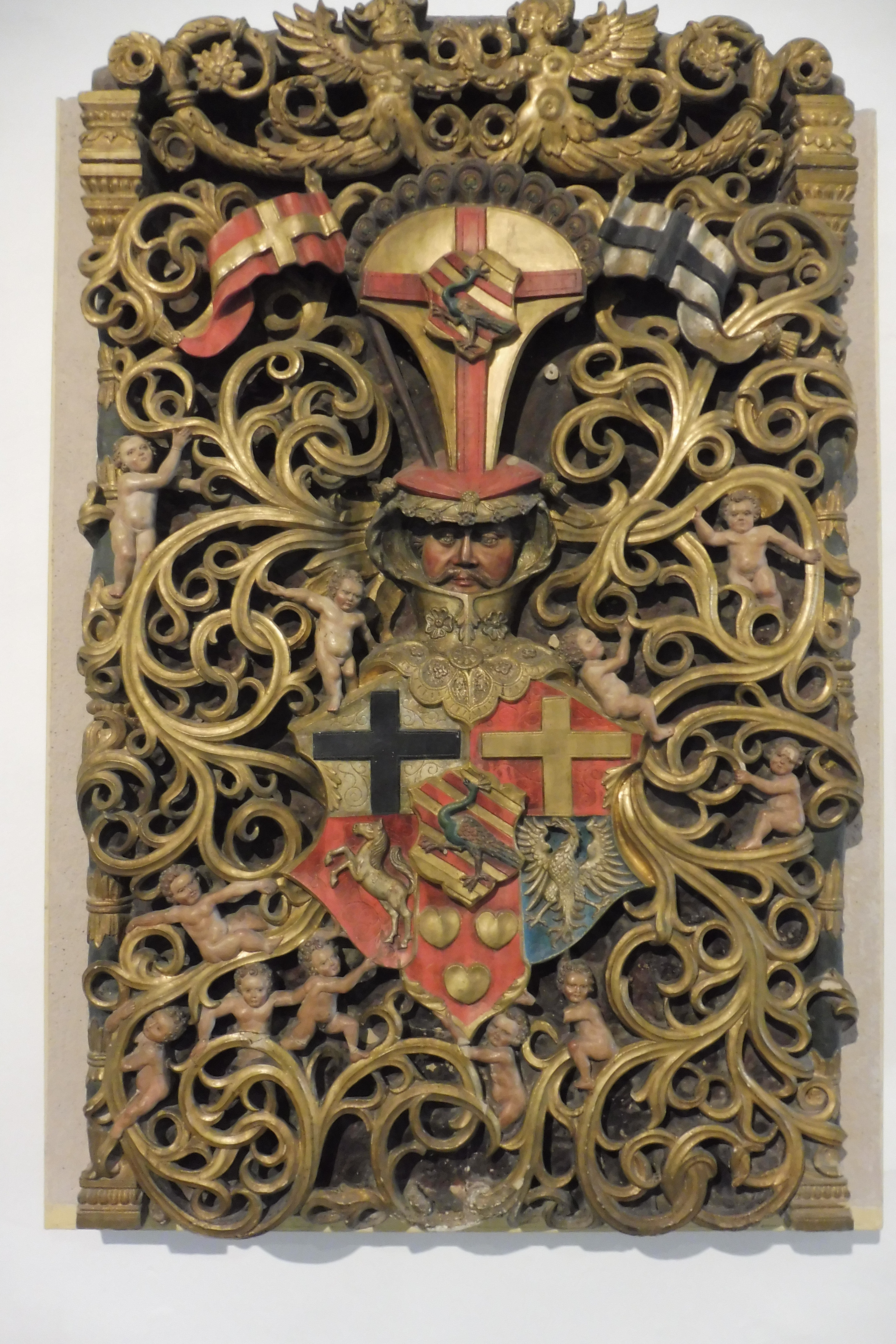
Wappenstein im Schloss Neuhaus

Hermann von Wied (* 14. Januar 1477 auf Burg Altwied; † 15. August 1552 ebenda) war Erzbischof und Kurfürst von Köln (1515–1547) sowie Fürstbischof von Paderborn (1532–1547). Er versuchte vergeblich, mit der Kölner Reformation das Erzstift dem Protestantismus zuzuführen.

## Herkunft und Jugend
Hermann war der fünfte Sohn von Graf Friedrich IV. von Runkel zu Wied-Isenburg und dessen Ehefrau Agnes von Virneburg. Zwei seiner älteren Brüder, Adam († 1483) und Dietrich († 1507) waren Domherren in Köln und Trier, sein jüngerer Bruder Friedrich III. von Wied († 1551) war von 1522 bis 1532 Bischof von Münster. Ebenfalls ältere Brüder waren Graf Wilhelm III. zu Wied und Moers († 1526) und Graf Johann III. zu Wied-Runkel († 1533). Hermann hatte noch zwei Schwestern Genovefa und Johanna. Ein Neffe Hermanns war von 1562 bis 1567 der Kölner Erzbischof Friedrich IV. von Wied († 1568).
Im Alter von sechs Jahren wurde er im Jahr 1483 dem Kölner Domkapitel zur Erziehung übergeben, da seine Mutter bereits im Jahr 1478 verstorben war. Als sein Bruder Adam kurz darauf 1483 verstarb, erhielt Hermann dessen Position als Domherr zu Köln. Im Jahr 1487 wurde Hermann, nachdem sein Vater gestorben war, mit zehn Jahren Vollwaise. Am 8. Dezember 1493 immatrikulierte er sich in der juristischen Fakultät der Universität zu Köln.

## Erzbischof und Kurfürst

### Wahl
Nach dem Tod von Erzbischof Philipp II. von Daun wurde er am 14. März 1515 vom Kölner Domkapitel zum neuen Erzbischof von Köln gewählt. Am 26. Juni 1515 erfolgte von Papst Leo X. die Bestätigung der Wahl. Es sollten bis zur feierlichen Inthronisierung des neuen Erzbischofs jedoch noch drei Jahre vergehen, da der Papst auf der noch durchzuführenden Priester- und Bischofsweihe bestand.

### Reichspolitik und Kampf gegen den Protestantismus
Hermann nahm als Kurfürst im Juni 1519 an der Reichsversammlung in Frankfurt teil, auf der Karl V. zum neuen römisch-deutschen König gewählt wurde. Zur Wahl standen neben Karl von Habsburg noch Franz I. von Frankreich und Heinrich VIII. von England. Die Wahl Karls erfolgte durch die finanzielle Hilfe von Jakob Fugger, so erhielt auch Hermann ca. 40.000 Gulden Wahlentschädigung für seine Stimme.
Am 23. Oktober 1520 krönte Hermann, zusammen mit den Erzbischöfen von Mainz und Trier, den gewählten Karl V. in Aachen feierlich zum König. Bei den anschließenden Festlichkeiten in Köln wurden am 12. November 1520 die Schriften Luthers aufgrund der päpstlichen Bannandrohungsbulle „Exsurge Domine“ und mit Zustimmung Hermanns öffentlich verbrannt. Hermann stand der Reformation zu diesem Zeitpunkt kritisch und ablehnend gegenüber.
Auf dem Reichstag zu Worms im Jahr 1521 stimmte er für die Ächtung von Martin Luther. Er gehörte zu den Unterzeichnern des Wormser Edikts. 1523 schließlich verbot er das Lesen und Verbreiten der Schriften von Martin Luther im Erzbistum Köln, Irrgläubige wurden verhaftet und ausgewiesen. Auf dem Reichstag zu Speyer im Jahr 1529 stimmte er für die Einberufung einer Kirchenversammlung zur Wiederherstellung des Religionsfriedens. Im selben Jahr, am 28. September, wurden die protestantischen Prediger Peter Fliesteden und Adolf Clarenbach, der Reformator des Bergischen Landes, vom Rat der Stadt Köln als Häretiker zum Tod verurteilt und verbrannt.
1531 wurde Ferdinand I., ein Bruder von Kaiser Karl V., zum römisch-deutschen König gewählt. Die Wahl war besonders unter den protestantischen Fürsten umstritten. Hermann krönte den Gewählten im Aachener Dom.
Hermann wurde 1532 auch Administrator des Bistums Paderborn. Die Ruhe stellte er mit der Hilfe von Truppen der Grafschaft Wied wieder her. Am 16. Oktober 1532 erließ er von Paderborn aus ein scharfes „Edikt wider alle Neuerungen in Sachen Religion“ und 1534 ein anderes aus Poppelsdorf. Hierin wurden die „geheimen Versammlungen der neuen Lehre“ in der Erzdiözese verboten, die „Winkelprediger“ und deren Anhänger waren „ohne alle Gnade unnachlässig zu strafen“ und die Beamten wurden angewiesen „solches Unkraut auszurotten und zu vertilgen“.

### Reformbestrebungen

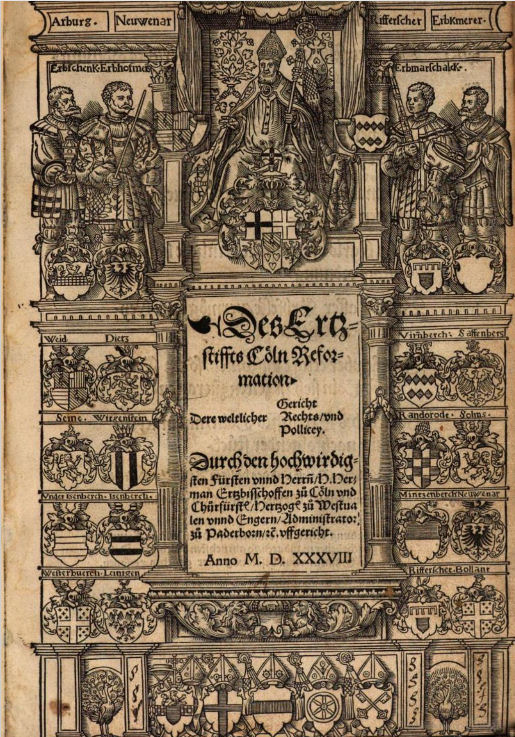
Erzbischof Hermann von Wied mit Erbschenk Robert III. von der Marck-Arenberg († 1541), Erbhofmeister Wilhelm II. von Neuenahr († 1552) und Erbmarschall Graf Johann IX. von Salm-Reifferscheidt-Dyck (1513–1559). Erbkämmerer Rutger von Aldenbrüggen genannt Velbrück († 1537/38) war gerade verstorben, Holzschnitt von Anton von Worms, 1538

1536 rief Hermann ein Provinzialkonzil für die Kirchenprovinz Köln ein. Seinem Ruf folgten viele Kleriker, so auch die Bischöfe der Suffragane Lüttich, Minden, Münster, Osnabrück und Utrecht. Auf dem Provinzialkonzil unter Hermanns Leitung und unter der maßgeblichen Mitwirkung des strengkatholischen Johannes Gropper, Kanoniker zu St. Gereon in Köln und wohl auch Kölner Domherr, wurden verschiedene Verordnungen zu kirchlichen Lehren und Gebräuchen erlassen, welche 1538 im Sinne eines „Handbuchs der christlichen Lehre“ gedruckt wurden.
Zur Enttäuschung Hermanns fanden die im Handbuch zusammengefassten Reformvorhaben in den Folgejahren keine praktische Umsetzung. Neue Hoffnung setzte der Kurfürst in die 1540/41 stattfindenden Religionsgespräche in Hagenau, Worms und Regensburg, die mit dem Ziel einer Beilegung der herrschenden Religionskonflikte einberufen worden waren. Da die Gespräche trotz erstaunlicher zwischenzeitlicher Fortschritte scheiterten, die kirchlichen Missstände in vielen katholischen Territorien jedoch offensichtlich waren, wurden im Regensburger Abschied umfassende kirchliche Reformen in den einzelnen Diözesangebieten gefordert, die jeder Reichsprälat eigenständig durchführen sollte, bis ein nächstes Konzil oder ein späterer Reichstag eine allgemein gültige Lösung der Religionsfrage herbeiführen würde.

### Zusammenarbeit mit Martin Bucer
Hermann von Wied nahm den Regensburger Abschied zum Anlass, die ins Stocken geratenen Reformvorhaben wieder in Gang zu setzen. Im Zusammenhang der Religionsgespräche hatte er den als gemäßigt geltenden Straßburger Reformator Martin Bucer kennen und schätzen gelernt. Da dieser in Hagenau, Worms und Regensburg sehr konstruktiv mit Johannes Gropper zusammengearbeitet hatte und sowohl unter den moderaten katholischen Ständen wie auch beim Kaiser hohes Ansehen genoss, erhoffte sich der Kölner Erzbischof durch ein Engagement Bucers die Möglichkeit, in Köln eine Reform durchführen zu können, die sich jenseits der Polarisierung der Konfessionen bewegte. Ein Anknüpfen an die Regensburger Beschlüsse sollte dies ermöglichen.
Johannes Gropper war mit dem Vorhaben Hermanns jedoch nicht einverstanden, und als Bucer am 14. Dezember 1542 in Bonn eintraf, begann eine lange konfliktgeladene Phase in der Debatte um die Einführung einer Reform der Kirche. Gropper, das Domkapitel sowie der Scholastiker und Rektor der Universität Köln Matthias Aquensis verlangten die sofortige Entfernung Bucers. Hermann sah sich gezwungen, die Predigten von Bucer wieder einzustellen.
Bei den Landständen des Erzstiftes fand Hermann im Frühjahr 1543 jedoch Unterstützung für das Reformvorhaben. Neben Bucer sollte ein weiterer moderater protestantischer Theologe, Philipp Melanchthon, bei der Neuordnung der Kölner Verhältnisse helfen.
Vom 23. bis 26. Juli 1543 wurde das ausgearbeitete Reformwerk auf dem Bonner Landtag den Ständen zur Begutachtung und Beschlussfassung vorgelegt. Während die drei weltlichen Stände (Zünfte, Ritter und Städte) der „Kölnischen Reformation“ begeistert zustimmten, erhob der erste, der geistliche Stand so viele Einwände gegen das Reformvorhaben, dass ein einhelliger Beschluss nicht zustande kam.
Das Domkapitel appellierte im September des Jahres 1544 öffentlich an den Papst und den Kaiser, dem Erzbischof Hermann Einhalt zu gebieten. So wurde er auch am 18. Juli 1545 vom Papst nach Rom und vom Kaiser nach Brüssel zur Verantwortung geladen. Hermann ließ sich durch einen Gesandten vor dem Kaiser rechtfertigen und ignorierte die päpstliche Ladung.

### Sturz
Im Verlauf der Auseinandersetzung wurde immer deutlicher, dass die Reformen der kirchlichen Verhältnisse in Köln nicht im Einklang mit dem Domkapitel durchzuführen waren. Am 2. Januar 1546 erhielt Hermann durch den päpstlichen Legaten Erzbischof Girolamo Verallo (1497–1555)    von Rossano das Schreiben seiner Suspendierung durch Paul III. Am 16. April folgte seine Exkommunikation, und am 3. Juli schließlich erklärte ihn der Papst für abgesetzt und ernannte den Koadjutor Adolf III. von Schaumburg zum Administrator der Kölner Erzdiözese. Nach dem Empfang der dritten päpstlichen Bulle erklärte Hermann jedoch öffentlich, dass er den Papst in Rom nicht mehr anerkenne und die Absetzung daher nichtig sei.
Am 24. Januar 1547 erreichten die kaiserlichen Kommissare Lalangus und Viglius Köln und verlangten von den Landständen des Erzstiftes, dem designierten Adolf III. von Schaumburg die Treue zu schwören. Hermanns Unterstützung in den Landständen war jedoch noch weitgehend ungebrochen. Es drohte nun ein Aufstand, da große Teile des Volkes im Erzstift bereit waren, für Hermann zu kämpfen. Um dieses Unglück zu verhindern, entband Hermann auf Anraten der Grafen Dietrich IV. von Manderscheid-Schleiden (1481–1551) und Wilhelm II. von Neuenahr das Volk vom Treueeid und trat am 25. Februar 1547 als Erzbischof von Köln zurück.

## Spätere Jahre
Hermann zog sich auf die Burg Wied zurück. Unter seiner Schirmherrschaft wurde die Gesellschaft der edlen lebendigen selbst gehenden Wasserkunst am 17. März 1547 in Bacharach am Rhein gegründet. Hermann von Wied wollte möglicherweise mit dieser Gesellschaft einen Neuanfang auf wirtschaftlichem Gebiet wagen. Seinen Leibarzt Burchard Kranich hatte er zum Bevollmächtigten ernannt. Ferner zählten zu den Gründungsmitgliedern u. a. die Grafen Heinrich und Ludwig von Stolberg-Königstein, Adam Wachendorf und Arnolt von Kempen. Diese erhielten am 20. März 1547 von Hermann von Wied eine offizielle Bescheinigung, „in allen Nationen“ als Bevollmächtigte dieser Gesellschaft aufzutreten und zu verhandeln, was darauf schließen lässt, dass die Gesellschaft von Anfang an im gesamten Reichsgebiet tätig werden wollte, was daraufhin auch mit aktiver Unterstützung des Kaisers erfolgte. Hermann von Wied erlebte im hohen Alter noch das Scheitern dieser Gesellschaft.
Für Schulden des früheren Erzbischofs Hermann V. von Wied in Höhe von 15.000 Gulden bürgten zunächst Ludwig von Stolberg-Königstein und sein Bruder Heinrich zusammen mit den Kölner Bürgern Buckart Kranich, Arnd van Kempen, Job Schloßgen und Peter von Bergheim aus der „Wasserkunstgesellschaft“, bis sie 1547/48 von Wilhelm II. und seinem Sohn Hermann von Neuenahr übernommen und 1554 von Ludwig von Stolberg bis auf einen Restbetrag von 4000 Gulden abgelöst wurden.
Hermann V. von Wied starb auf Burg Wied am 15. August 1552, nachdem er das Abendmahl unter beiderlei Gestalt empfangen hatte. Er wurde am 17. August 1552 bei seinen Eltern in der Kirche zu Niederbieber beigesetzt. Fast gleichzeitig feierte man im Kölner Dom die Exequien für den immerhin vom Papst Exkommunizierten.

## Nachkommen
Hermann von Wied hatte keine Nachkommen. Die in der genealogischen Literatur vertretene Behauptung, Ida Wied (um 1538–1601), 1578–1588 / ca. 1599–1601 Verweserin des Prämonstratenserinnenklosters Beselich, sei eine natürliche Tochter des Kölner Erzbischofs gewesen, ist quellenmäßig nirgendwo zu belegen und willkürlich. Die als Beleg für die Behauptung angeführten Archivalien enthalten keinerlei Hinweise auf Hermann von Wied.

## Gedenktag
15. August im Evangelischen Namenkalender.